# PowerBook Duo 280
A Macintosh PowerBook Duo 280 hordozható számítógépet 1994. május 16. és 1994. november 14. között 6 hónapon keresztül, a Macintosh PowerBook Duo 280c hordozható számítógépet 1994. május 16. és 1996. január 27. között 20 hónapon keresztül az Apple fejlesztette, gyártotta és forgalmazta. A PowerBook Duo 280 és 280c a PowerBook számítógép-családba tartozott, fejlesztése alatt Yeager néven emlegették. A számítógépet szokás PBDuo280/280c vagy Duo280/280c-ként említeni szóban és írásban is. A névben szám után álló 'c' a színes kijelző jele.

## Története
A PowerBook Duo 280/280c a Duo250/270-t váltotta. Ez volt az első Motorola 68040 processzort használó hordozható Apple gép, pontosabban Motorola 68LC040 processzor került mindkét gépbe, amely a 68040 olcsóbb (LC = low cost) változata, a chipen ugyan rajta az FPU és az MMU, de deaktiválva. A PB280 alsó, a PB280c felső kategóriás subnotebook volt az Apple kínálatában. A subnotebook (ultra könnyű laptop) a laptop méretnél kisebb, könnyebb hordozható gép, a redukált méretek miatt kevesebb tudással. Az Apple a sub méretből adódó tudásbeli hiányt dokkoló rendszerrel kínálta. Egyes dokkoló rendszerekbe a PBDuo becsúsztatható volt, más dokkoló rendszerek a gép hátlapjához csatlakoztak.

## Technikai adatok

### Technikai leírás PowerBook Duo 280
A gép súlya 1,89 kg, magassága 3,56 cm, szélessége 27,69 cm és mélysége 21,59 cm volt. A gépet System 7.1.1 operációs rendszerrel szállította az Apple, a ROM mérete 1MB volt. A kijelző 9" 4-bit thin-film transistor (TFT) LCD volt 640 x 400 képpont felbontással. A Macintosh PowerBook Duo 280 számítógépet 66 MHz-es Motorola 68LC040 processzor vezérelte (L1 cache: 8K, L2 cache: nem volt). A PMMU feladatát a processzor látta el. A gép bemutatásakor az alaplapon 4 MB (70ns) memóriát tartalmazott, maximálisan 40 MB kezelésére volt képes a gyári specifikáció szerint. A bővítéshez az egyetlen helybe (slot) 4-36 MB-os modulok egyikét lehetett betenni. Az adatokat a 240MB SCSI–buszos belső merevlemezre lehetett elmenteni. A számítógépnek egy nyomtató, portja volt. kimenet volt. A Macintosh PowerBook Duo 280 Duo, NiMH Type III akkumulátora maximum 25W teljesítményre volt képes.

### Technikai leírás PowerBook Duo 280c
A gép súlya 2,16 kg, magassága 3,81 cm, szélessége 27,69 cm és mélysége 21,59 cm volt. A gépet System 7.1.1 operációs rendszerrel szállította az Apple, a ROM mérete 1MB volt. A kijelző 8.4" 16-bit thin-film transistor (TFT) LCD volt 640 x 480 (8 bites szín) vagy 640 x 400 (16 bites szín) képpont felbontással. A Macintosh PowerBook Duo 280c számítógépet 66 MHz-es Motorola 68LC040 processzor vezérelte (L1 cache: 8K, L2 cache: nem volt). A PMMU feladatát a processzor látta el. A gép bemutatásakor az alaplapon 4 MB (70ns) memóriát tartalmazott, maximálisan 40 M B kezelésére volt képes a gyári specifikáció szerint. A bővítéshez az egyetlen helybe (slot) 4-36 MB-os modulok egyikét lehetett betenni. Az adatokat a 320MB SCSI–buszos belső merevlemezre lehetett elmenteni. A számítógépnek egy nyomtató, portja volt. kimenet volt.  A Macintosh PowerBook Duo 280c Duo, NiMH Type III akkumulátora maximum 36W teljesítményre volt képes.

### Technikai adatok táblázatban
A táblázat nem tartalmazza az összes műszaki paramétert. Az egyes modelleknél a bemutatáskor érvényes adatokat soroljuk fel, a későbbi frissítéseket nem. Az adatok az Apple adatlapjáról származnak, a hiányzó adatok – egyes gépeknél a kivezetés időpontja, az összes kijelző adat, üzemóra adat... – a Mactracker alkalmazásból valók.

| Gép nevebemutatva kivezetve                    | Méretmagasság szélesség mélység súly | Processzorprocesszor órajel, mag L1 és L2 cache PMMU,FPU | Háttértármerevlemezkülső adathordozó | Eredeti operációs rendszer | Memóriaalap max. @sebességhely                                     | Kijelzőfizikai méret, legjobb felbontás                                                                               | Tápmax. teljesítmény, akkumulátoros üzemidő (becslés) | Csatlakozók   |
| ---------------------------------------------- | ------------------------------------ | -------------------------------------------------------- | ------------------------------------ | -------------------------- | ------------------------------------------------------------------ | --- | ----------------------------------------------------- | ------------- |
| PowerBook Duo 2801994 máj. 16. 1994. nov. 14.  | 3,56 mm 27,69 mm 21,59 mm 1,89 kg    | Motorola 68LC040 @66 MHz L1:8K PMMU: integrálva          | HD: 240MB (SCSI)                     | System 7.1.1 ROM: 1MB      | Alaplapon: 4 MB @70ns max: 4 MB – 40 MBegy hely: 4-36 MB-os modul  | Alaplapon: 9" 4-bit thin-film transistor (TFT) LCD 640 x 400 képpont                                                  | Max: 25W, 1,04A 45,32 Wh, óra                         | * nyomtató: 1 |
| PowerBook Duo 280c1994 máj. 16. 1996. jan. 27. | 3,81 mm 27,69 mm 21,59 mm 2,16 kg    | Motorola 68LC040 @66 MHz L1:8K PMMU: integrálva          | HD: 320MB (SCSI)                     | System 7.1.1 ROM: 1MB      | Alaplapon: 4 MB @70ns max: 4 MB – 40 M Begy hely: 4-36 MB-os modul | Alaplapon: 8.4" 16-bit thin-film transistor (TFT) LCD 640 x 480 (8 bites szín) vagy 640 x 400 (16 bites szín) képpont | Max: 36W, 1,5A 65,25 Wh, óra                          | * nyomtató: 1 |

## PowerBook számítógépek az időben
| PowerBook és iBook számítógépek idővonalon |
| --- |
| A grafikon adatai utoljára 2023. december 19-én frissültek. A szín sötétebb változata az egymást követő gépek megkülönböztetését szolgálja. A színek kezdete a bemutató időpontja, a forgalmazás több esetben is hónapokkal később kezdődött. Megeshet, hogy egy csík végét kitakarja egy másik csík eleje. Előfordul, hogy a gyártás befejezését követően még egy ideig forgalomban marad a Mac adott verziója. Az adatok forrása a Jegyzetekben található. |

## PowerBook Duo 280/280c a filmekben
- A Home Improvement című tévés sitcomban a 6. évad ötödik epizódjában (131. epizód: Al videója) Jill új számítógépe egy PowerBook Duo.
- Amy Barnes geológus és szeizmológus (Anne Heche) PowerBook Duo 280c segítségével számítja ki a Tűzhányó (1997) című filmben a város utcái alatt folyó láva sebességét.
- Az Amikor a farok csóválja… (1997) című filmben az elnök csapattagjai, köztük Anne Heche és Dustin Hoffman PowerBook Duo 280c-t használnak.
- A NewsRadio (1994–1999) tévés sitcomban Dave Nelson (Dave Foley) szinte kizárólag PowerBook Duót használt az első négy évadban, az egyetlen kivételt az első néhány epizód, amelyekben PowerBook 100-as sorozat gépeit használt. A negyedik évadban (1997-től) a PowerBook Duo–t Lisa Miller (Maura Tierney) és időnként más karakterek is használták. Az ötödik évadban (1998-tól) a show összes számítógépét PowerBook G3-ra és egy első generációs iMacre cserélték.
- A Hackers (1995) című filmben Kate Libby (Angelina Jolie) egy PowerBook Duo 280c-t használ, amelyet PB2300c-vé bővítettek. A filmben elhangzik, hogy így a gép „28,8 bps modem sebességre képes“, de PB2300c-t soha nem gyártották  28,8 bps modemmel, bár terv volt rá. A karakter azt állítja, hogy számítógépben „P6 chip“ van, ezért a nézők azt hitték, hogy az Intel Pentium Pro processzor van a PowerBookban, de valójában egy PowerPC 603e volt a 2300-as alaplapon, amit az Apple marketingcélokból „P6“ chipként hirdetett.